# Гробно место са надгробним спомеником Јована Храниловића
Гробно место са надгробним спомеником Јована Храниловића се налази на грко-католичком гробљу у Новом Саду и представља непокретно културно добро као споменик културе. Надгробни споменик је изграђен од белог мермера.
Јован Храниловић (1855-1924), био је гркокатолички свештеник, уредник и сарадник у више листова и часописа („Дневник”, „Обзор”). Највећи део свог живота провео је у Новом Саду. 
Решењем Градског завода за обнову градитељског наслеђа и заштиту споменика културе Нови Сад, у оснивању бр. 01-197/2-84 од 08.12.1984. године утврђено је да сва стара гробља у Новом Саду која су ван употребе, имају својство споменика културе (Ревизија извршена 1994. године).